# Rho Aquilae
Désignations
Rho Aquilae (en abrégé rho Aql ou ρ Aql) est une étoile située à environ 20h 14m 16,62s d'ascension droite et +15° 11′ 51,39″ de déclinaison, dans la constellation du Dauphin.
Avec une parallaxe annuelle d'environ 21,75 millisecondes d’arc, Rho Aquilae est située à une distance d'environ 150 années-lumière (46 parsecs) du Soleil.

## Désignations
Rho Aquilae est la désignation de Bayer de l'étoile qui est aussi connue comme 67 Aquilae (en abrégé 67 Aql), sa désignation de Flamsteed.
Elle a conservé ces deux désignations bien que, à cause de son mouvement propre[Combien ?], elle ait cessé d'être située dans la constellation de l'Aigle (en latin Aquila, ae) et ait franchi, en 1992, la limite la séparant de la constellation du Dauphin, à laquelle elle appartient désormais.
En raison de ce changement de constellation, l'astronome britannique Patrick Moore (1923-2012) a surnommé Rho Aquilae l'Étoile migrante,. D'après Moore, il s'agit du seul cas moderne de changement de constellation pour une étoile visible à l'œil nu. Aucune autre étoile visible à l'œil nu  ne devrait changer de constellation dans un futur proche : Gamma Caeli, une étoile située dans la constellation du Burin, ne devrait franchir la limite de la constellation adjacente de la Colombe que vers l'an 2400,.

## Caractéristiques
Rho Aquilae est une étoile blanche (type spectral A) de la séquence principale (classe de luminosité V).